# الأسبوع الذهبي

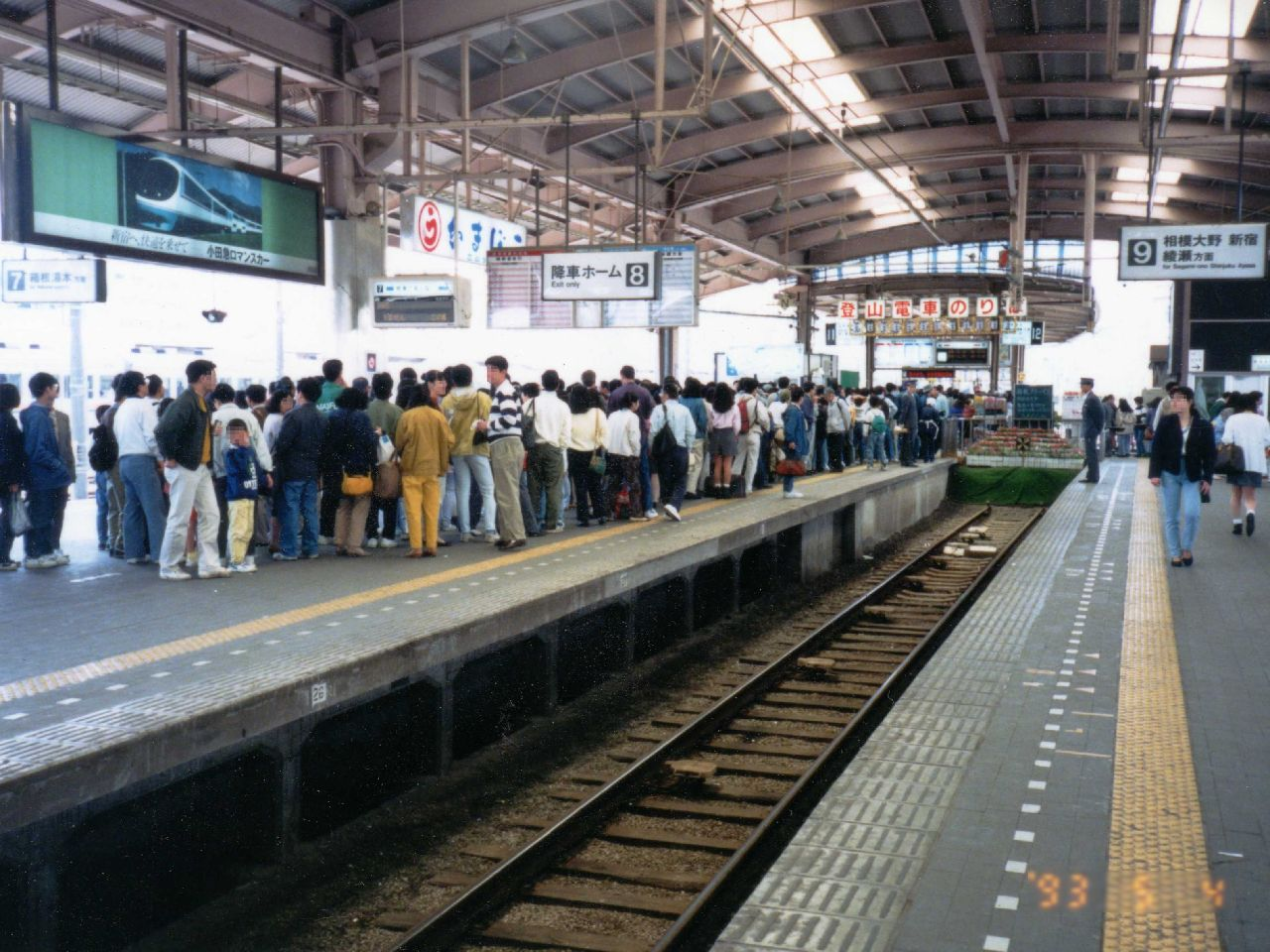
سكة حديد هاكوني توزان وسكة حديد أوداكيو الكهربائية، رصيف محطة أوداوارا. خلال عطلة مايو 1994

الأسبوع الذهبي (باليابانية: ゴールデンウィーク غوردين وييكو) كما تعرف أيضا باسم أوغاتا رينكيو (大型連休) وتعني «عطلة متصلة طويلة» هو أحد أطول العطلات في اليابان ويعتبر من أكثر فترات السنة شهرة لما فيه من عطلات وطنية متعددة، إذ يستمتع اليابانيون والمقيمون بهذه الأيام كثيرا.
تبدأ العطلة يوم 29 أبريل وتنتهي في 5 مايو. وتتوقف الكثير من الشركات العملاقة والمنشآت التجارية عن العمل في هذه الفترة.
أيام العطل هي على الشكل التالي:
- 29 أبريل: ذكرى ولادة الإمبراطور شووا إمبراطور اليابان السابق، ويسمى هذا اليوم (昭和の日 شووا نو هي) «يوم شووا»
- 3 مايو وهو «يوم ذكرى الدستور» (憲法記念日 كينبو كينينبي). وقد بدأ العمل بالدستور الياباني الجديد بتاريخ 3 مايو 1947
- 4 مايو يحتفل اليابانيون بـ «اليوم الأخضر» (みどりの日 ميدوري نو هي) ويعبرون خلال هذا عن تقديرهم للطبيعة الخلابة.
- 5 مايو يأتي «يوم الطفل» (こどもの日 كودومو نو هي)، وفيه يتمنى اليابانيون الصحة والسلامة للأطفال لكي ينموا وهم في أكمل صحة وعافية.

يضاف إلى هذه الأيام يومي السبت والأحد والتي هي عطلة أسبوعية في اليابان فغالباً ما يكتمل بذلك أسبوع.

## أصل التسمية
بدأت تسمية الأسبوع الذهبي من فترة شووا من قطاع صناعة السينما، حيث كان الناس يتدفقون إلى دور السينما أثناء هذا الأسبوع لحضور الأفلام، وهذا كان يعود بالكثير من الربح على أصحاب دور السينما فأطلقوا على هذه الفترة اسم «الأسبوع الذهبي» أي الأسبوع الذي يدر بالربح وشاعت التسمية من هناك.